# Oulens-sous-Échallens
Pour les articles homonymes, voir Oulens.
Oulens-sous-Échallens est une commune suisse du canton de Vaud, située dans le district du Gros-de-Vaud. Citée dès 595, elle fait partie du district d'Échallens de 1803 à 2007. La commune est peuplée de 598 habitants en 2023. Son territoire, d'une surface de 587 hectares, se situe dans la région du Gros-de-Vaud, principalement sur le plateau d'Oulens qui constitue la ligne de partage des eaux entre le Talent (bassin versant du Rhin) et la Venoge (bassin versant du Rhône).

## Histoire
Au début du XIIe siècle, les sires de Joux fondent une communauté basée sur l'abbaye de Montbenoît en Franche-Comté. La chapelle d'Oulens y est rattachée. Elle devint église paroissiale avant 1228 et l'est encore aujourd'hui.
Lors de la période bernoise, la confession protestante est adoptée dans le village après votation par 24 voix approuvant le protestantisme contre 18 voix le
refusant.
Deux personnages notoires sont originaires d'Oulens. François Burnens, né en 1760 et mort en 1837 a été secrétaire du naturaliste François Huber. En compagnie de François Huber, il publia d'importants travaux sur les abeilles. À la fin du XVIIIe siècle il revient à Oulens où il est élu d'abord agent national puis juge de paix du cerle d'Échallens. La seconde personne notoire d'Oulens-sous-Échallens est Jules Brun, né en 1832 et mort en 1898. Il a été banquier à Lausanne et est élu conseiller d'État en 1881.
En 1837, il est décidé d'ouvrir un bureau de poste pour le 1er janvier 1838.
En 1853, 43 habitants, dont 15 adultes et 28 enfants, sur une population de 436 habitants, soit 9,86 % de la population du village, décident d'émigrer à Sétif en Algérie à cause de la trop grande précarité locale. Ils obtiennent un prêt voté par le conseil pour faciliter leur départ.
En 1886, un téléphoniste communal est nommé. Sa rémunération est de 50 CHF/an.
En 1902, la commission du conseil est favorable à une électrification du village par les forces motrices de Joux, notamment pour l'éclairage. La commune sera électrifiée en 1904. L'eau courante arrive quant à elle en 1907. Une année plus tôt, en 1906, la commune achète à celle de Bettens la source de la Mollombaz qui fournit 120 litres par minute et dont la commune en récupère 80 litres par minute. Une conduite en fonte en dénivellation de 6 à 8 mètres permet d'acheminer dès 1941 l'eau par gravité.
En 1913, la société de football obtient un terrain au Grand Bois, derrière le lieu-dit de la Vussallaz pour une location de 7 CHF/an.
Le premier goudronnage de la route dans le village a lieu en 1929. Pour cela 2 200 kg sont nécessaires à cette opération.
À la fin des années 1980, l'autoroute A1 fait apparaître des navetteurs pratiquant le covoiturage.

### Origine du nom Oulens-sous-Échallens
Le nom Oulens-sous-Échallens a des origines burgondes. Il dériverait d'un primitif Ollingos, « chez les Ollingi », dérivé du nom propre Ollo, forme
populaire de Adlo, Audilo, Odilo [Perrenot], burgonde aþals, « noble », germanique aþala, « [noble] lignée ».
| Année | 595    | 1141    | 1177   | 1200    | 1228    | 1238    | 1424   | 1439   | À ce jour             |
| ----- | ------ | ------- | ------ | ------- | ------- | ------- | ------ | ------ | --------------------- |
| Nom   | Ollens | Hollens | Oulens | Olleyns | Ouleins | Olleins | Oulens | Oulans | Oulens-sous-Échallens |

La première mention écrite, celle de 595 : Ollens se trouve dans un acte de donation du roi Gontran à l'abbaye Saint-Seine, dont le texte qui relate cet évènement le suivant :

« La même année où mourut saint Maire, le roi Gontran mourut aussi et son neveu Childebert régna. Dans le Pays d'Avenches, soit de Lausanne, à l'époque de saint Maire, saint Gontran, roi des Francs et des Burgondes, donna à saint Sigon une caverne appelée Balmeta, située près de l'église de saint Didier, avec des limites fixées dans le cartulaire sainte Marie. Il donna donc dans la même région 3 manses à Orny, 5 manses à Daillens, 8 manses à Oulens, 4 manses à Tolochenaz, 2 manses à Rances, 1 manse à Romanel, 2 manses à Apples. Fait à Chalon-sur-Saône dans la chapelle de saint Marcel martyr le 12 des calendes en mars de l'année du Seigneur 600, la 5e année du règne heureux du roi Gontran. »

### Héraldique
| Blason de Oulens-sous-Échallens | Blason  | D'or fretté de sable |
| Blason de Oulens-sous-Échallens | Détails | Les armoiries de la commune reprennent celles des sires de Joux en référence à son histoire. Les armoiries de la commune sont adoptées et approuvées par le canton de Vaud en 1921. |
| Blason de Oulens-sous-Échallens | Alias   | De gueules à la barre d'azur chargée de deux bars d'or, accompagnée de deux abeilles du même. Cette variante rappelle avec les deux poissons les armes de la famille de Montfaucon ayant été seigneurs du village et les abeilles en hommage à François Huber. Une variante ne comportait pas la barre avec les poissons, mais 3 abeilles. |

La première variante est approuvée par vote du conseil à 42 oui contre 2 non. Néanmoins, la commission cantonale d'héraldique refuse ces armoiries. Elles ne respectent pas les règles héraldiques voulant qu'on ne mette pas de l'or sur de l'azur, de l'azur sur du gueules. La commission n'apprécie pas non plus d'avoir simultanément des poissons et des insectes. Elle donne les conseils suivants au conseil d'Oulens :

« Si vous voulez garder le fond rouge, il faut mettre la bande blanche et les poissons rouges. Si vous voulez garder l'eau bleue, mettez les poissons et le fond jaune, ce qui serait très beau mais risquerait de prêter à confusion avec Vallorbe. »

 Finalement, après plusieurs variantes et controverses, ce sont les armes des sires de Joux qui sont retenues avec 26 approbations contre 10 refus.

## Géographie
Jusqu'à sa dissolution, la commune faisait partie du district d'Échallens. Depuis le 1er janvier 2008, elle fait partie du nouveau district du Gros-de-Vaud. Elle a des frontières communes avec Bavois, Goumoens-le-Jux, Éclagnens, Saint-Barthélemy, Bettens, Daillens et Éclépens.
Le territoire communal se trouve dans la région du Gros-de-Vaud, principalement sur le plateau d'Oulens qui constitue la ligne de partage des eaux entre le Talent (bassin versant du Rhin) et la Venoge (bassin versant du Rhône). Le point culminant de la commune se situe à 610,10 m d'altitude, sur la crête d'En Voembro, au nord du village d'Oulens-sous-Échallens. Le point le plus bas est à 502,00 m et le point de référence est l'église située à 589,00 m d'altitude. Au nord, la frontière s'étend de la forêt de Grand Bois jusqu'au ruisseau du Cristallin. À l'ouest, elle passe sur le côté gauche du lit de la Venoge, le long de la lisière de la forêt de Vuabley puis le long du ruisseau de la Combe pour rejoindre la frontière sud marquée par la colline de la Vussalla. Enfin, la frontière de l'est suit le cours tortueux du Talent qui coule légèrement en contrebas.
En plus du village d'Oulens-sous-Échallens, la commune compte plusieurs exploitations agricoles dispersées, dont dix-sept en l'an 2000.
La commun est exposée à plusieurs vents, dont notamment la bise, la bise noire, le vent qui est un vent soufflant du sud-ouest vers le nord-est, le joran, la vaudaire, le bornan ainsi que le föhn.

### Géologie
La commune d'Oulens se situe sur le Plateau suisse dont le sol est essentiellement composé de moraines et de molasse. Ce sol repose sur du calcaire provenant du massif du Jura, néanmoins le calcaire se
trouve des centaines de mètres sous le sol et la seule apparition de ce dernier sur la commune sur situe au lieu-dit le Mormont. La profondeur des moraines est d'environ 5 m sous laquelle se trouve de la molasse principalement marneuse dans la région d'Oulens. La moraine date d'environ 10 000 à 20 000 ans, alors que la molasse, quant à elle, date d'il y a environ 25 millions d'années. À Oulens, le plateau est en pente moyenne de 8 à 10°, soit environ 140 à 176 ‰.

## Population

### Gentilé et surnom
Les habitants de la commune se nomment les Oulanais.
Ils sont surnommés les Quicons (nom de petits gâteaux secs en patois vaudois, que les jeunes de la commune auraient englouti avant l'heure lors d'une fête à Saint-Barthélemy),.

### Démographie
Oulens-sous-Échallens compte 598 habitants en 2023. Sa densité de population atteint 102 hab/km2.
En 2000, la population d'Oulens-sous-Échallens est composée de 205 hommes (48,2 %) et 220 femmes (51,8 %). Il y a 400 personnes suisses (94,1 %) et 25 personnes étrangères (5,9 %). La langue la plus parlée est le français, avec 403 personnes (94,8 %). La deuxième langue est l'allemand (14 ou 3,3 %). Sur le plan religieux, la communauté protestante est la plus importante avec 282 personnes (66,4 %), suivie des catholiques (65 ou 15,3 %). 39 personnes (9,2 %) n'ont aucune appartenance religieuse.
Le tableau suivant montre l'évolution du nombre de Suisses et d'étrangers dans la commune depuis 1900 :
|           | 1900 | 1950 | 1980 | 1990 | 2000 | 2008 | % (2008) |
| Total     | 396  | 316  | 305  | 374  | 427  | 453  | -        |
| Suisses   | 381  | 307  | 292  | 354  | 402* | 417  | 92 %     |
| Étrangers | 15   | 9    | 13   | 20   | 25   | 36   | 8 %      |

Entre 2000 et 2008, la part de Suisses a passé de 94 % à 92 %.
La population d'Oulens-sous-Échallens est de 436 personnes en 1850. Elle baisse progressivement jusqu'à 266 personnes en 1970. Le nombre d'habitants augmente depuis, et il est multiplié par 1,8 en 40 ans pour atteindre 488 en 2010. Le graphique suivant résume l'évolution de la population d'Oulens-sous-Échallens entre 1850 et 2010 :

## Transports
Une entrée de l'autoroute A1, menant à Lausanne et Yverdon-les-Bains, se trouve sur le territoire communal. Au niveau des transports en commun, Oulens-sous-Échallens fait partie de la communauté tarifaire vaudoise Mobilis. Le bus de CarPostal faisant le parcours Échallens-Bettens-Cheseaux-sur-Lausanne s'arrête dans le village. La commune est également desservie par les bus sur appel Publicar, qui sont aussi un service de CarPostal.

## Politique
Lors des élections fédérales suisses de 2011, la commune a voté à 46,36 % pour l'Union démocratique du centre. Les deux partis suivants furent le Parti socialiste suisse avec 13,59 % des suffrages et le Parti libéral-radical avec 11,55 %. Lors des élections cantonales au Grand Conseil de mars 2011, les habitants de la commune ont voté pour le Parti libéral-radical à 28,08 %, l'Union démocratique du centre à
22,58 %, l'Alliance du centre à 20,69 %, le Parti socialiste à 16,57 % et les Verts à 12,08 %.
Sur le plan communal, Oulens-sous-Échallens est dirigé par une municipalité formée de 5 membres et dirigée par un syndic pour l'exécutif et un Conseil général dirigé par un président et secondé par un secrétaire pour le législatif.

## Économie
Jusqu'à la seconde moitié du XXe siècle, l'agriculture et l'arboriculture fruitière représentaient la plus grande part de l'économie locale. Ces domaines assurent encore, de nos jours, une part importante des emplois locaux. Depuis les années 1980, plusieurs petites et moyennes entreprises se sont également installées sur place, parmi lesquelles une entreprise de télécommunication et une usine d'éléments préfabriqués. Dans les dernières décennies, plusieurs quartiers résidentiels se sont développés, habités par des personnes travaillant principalement dans la région lausannoise.

## Monuments
Les tumuli protohistoriques du Grand Bois et le temple du village, construit au XVIe siècle et entièrement rénovée en 1964 sont inscrits comme biens culturels d'importance régionale dans la liste cantonale dressée en 2009.

## Sources
- (de) Cet article est partiellement ou en totalité issu de l’article de Wikipédia en allemand intitulé « Oulens-sous-Echallens » (voir la liste des auteurs).